# America Olivo
America Athene Olivo (Los Angeles, 5 gennaio 1978) è un'attrice, cantante e modella statunitense.

## Carriera
È conosciuta particolarmente per far parte del gruppo musicale Soluna e per aver partecipato a film come Venerdì 13 (2009), Bitch Slap - Le superdotate (2009), Maniac (2012), Mission: Impossible - Rogue Nation (2015) e per aver partecipato al musical Spider-Man: Turn Off the Dark.

## Vita privata
È di origini irlandesi, belghe, italiane e spagnole. Nel 2009 si è sposata con l'attore Christian Campbell.

## Filmografia

### Cinema
- Iron Man, regia di Jon Favreau (2008)
- The Thirst: Blood War, regia di Tom Shell (2008)
- Venerdì 13 (Friday the 13th), regia di Marcus Nispel (2009)
- Transformers - La vendetta del caduto (Transformers: Revenge of the Fallen), regia di Michael Bay (2009)
- Neighbor, regia di Robert A. Masciantonio (2009)
- The Last Resort, regia di Brandon Nutt (2009)
- Bitch Slap - Le superdotate (Bitch Slap), regia di Rick Jacobson (2009)
- Circle, regia di Michael W. Watkins (2010)
- Conception, regia di Josh Stolberg (2010)
- Maniac, regia di Franck Khalfoun (2012)
- No One Lives, regia di Ryūhei Kitamura (2012)
- Mission: Impossible - Rogue Nation, regia di Christopher McQuarrie (2015)

### Televisione
- Livin' Large – serie TV (2002)
- HotPop – serie TV, episodio 1x04 (2003)
- Dr. House - Medical Division (House, M.D.) – serie TV, episodi 1x11-2x23 (2005-2006)
- Cuts – serie TV, episodio 2x11 (2005)
- Jake in Progress – serie TV, episodio 2x02 (2006)
- How I Met Your Mother – serie TV, episodio 1x21 (2006)
- General Hospital – serial TV, 4 puntate (2008)
- Law & Order: Criminal Intent – serie TV, episodio 10x04 (2011)
- NCIS: Los Angeles – serie TV, episodio 3x05 (2011)
- Warehouse 13 – serie TV, episodio 4x13 (2013)
- Degrassi: The Next Generation – serie TV, 7 episodi (2013-2014)
- Chicago P.D. – serie TV, 6 episodi (2014-2018)
- Defiance – serie TV, episodi 2x10-2x11-2x13 (2014)
- Degrassi: Next Class – serie TV, 4 episodi (2016-2017)
- Blue Bloods – serie TV, episodio 6x10 (2016)
- The Strain – serie TV, episodi 3x02-3x06 (2016)
- Chicago Fire – serie TV, episodio 5x12 (2017)
- Major Crimes – serie TV, episodi 5x20-5x21 (2017)
- Blindspot – serie TV, episodio 3x12 (2018)
- Law & Order - Unità vittime speciali (Law & Order: Special Victims Unit) – serie TV, episodio 20x05 (2018)

## Doppiatrici italiane
Nelle versioni in italiano delle opere in cui ha recitato, America Olivo è stata doppiata da:
- Selvaggia Quattrini in Venerdì 13, The Strain
- Francesca Manicone in Chicago P.D., Chicago Fire
- Perla Liberatori in Bitch Slap - Le superdotate
- Benedetta Degli Innocenti in No One Lives
- Sabrina Duranti in NCIS: Los Angeles
- Irene Di Valmo in Maniac
- Maura Cenciarelli in Blindspot